# 蕭子貞
蕭 子貞（しょう してい、建元3年（481年）- 建武2年6月25日（495年8月1日））は、南朝斉の皇族。邵陵王。武帝蕭賾の十四男。字は雲松。

## 経歴
蕭賾と謝昭儀のあいだの子として生まれた。永明4年（486年）閏正月、邵陵王に封じられた。
永明10年（492年）、東中郎将・呉郡太守となった。
永明11年（493年）、蕭昭業が即位すると、子貞は征虜将軍に進んだ。建康に召還されて後将軍となった。
建武2年6月壬戌（495年8月1日）、明帝の命により兄の西陽王蕭子明や南海王蕭子罕とともに殺害された。享年は15。

## 伝記資料
- 『南斉書』巻40 列伝第21
- 『南史』巻44 列伝第34